# Саид, Рафики
Рафики́ Саи́д Аамада́ (фр. Rafiki Saïd Ahamada; род. 15 марта 2000, Самба-Мбондони, Нгазиджа) — коморский футболист, крайний нападающий клуба  «Стандард» и сборной Комор.

## Биография
Рафики Саид родился 15 марта 2000 года в коморской деревне Самба-Мбондони.
Играет в футбол на позиции крайнего нападающего. В 2010—2020 годах обучался в академии французского «Бреста», с сезона-2016/17 выступал за молодёжную команду.
В сезоне-2020/21 выступал в Национальной лиге за «Бриошин» из Сен-Бриё, в составе которого провёл 15 матчей, забил 2 мяча.
В сезоне-2021/22 дебютировал в Лиге 1 в составе «Бреста». Сыграл в 14 матчах, не забив ни одного мяча.
В сезоне-2022/23 выступал в Лиге 2 за «Ним». Став игроком основной обоймы, забил 9 голов в 39 матчах чемпионата, а также впервые забил в поединке Кубка Франции.
Перед сезоном-2023/24 перебрался в «Труа», который также играет в Лиге 2.